# Sesso, amore e terapia
Sesso, amore e terapia è un film del 2014 diretto da Tonie Marshall.

## Trama
Lambert è un sessodipendente che sta lottando per non ricadere nella sua dipendenza. Dopo aver perso posto di lavoro e molti rapporti umani, l'uomo si ricicla come terapista di coppia. 
Judith è una felice ninfomane che ha perso il lavoro a causa del suo comportamento. I due si incontrano quando lei si candida come tirocinante nell'ufficio di lui. 
Tra Lambert e Judith è attrazione da subito ma lui combatte per non cedere alla tentazione di fare subito del sesso e lei cerca in tutti i modi di conquistarlo fisicamente.